# BSA Welgun
De Welgun was een prototype machinepistool ontwikkeld door de Britse organisatie BSA voor guerrilla-oorlogvoering, de Special Operations Executive . Hoewel het goed presteerde in tests, werd het nooit aangenomen en werd het slechts in kleine aantallen geproduceerd.

## Ontwikkeling
Bij het uitgeven van wapens aan verzetsstrijders in heel Europa gaf de SOE de voorkeur aan korteafstandsvuur, snel schietende, kosteneffectieve wapens waarvoor weinig training nodig was, of onderhoud in het veld. Aanvankelijk gaven ze de voorkeur aan de Britse uitgifte van het ruwe en goedkope Sten-machinepistool, maar dit wapen ging misschien te ver in de richting van goedkoop en eenvoudig. Vroege merktekens waren zeer onbetrouwbaar en gevoelig voor accidentele ontladingen, en sommige waren zo slecht vervaardigd dat ze werden uitgegeven aan verzetsstrijders met "bramen" in de loop of werkende delen die zelfs het wapen zouden kunnen laten exploderen wanneer het wordt afgevuurd.
Een van de onderzoeksafdelingen van de SOE, het Inter Services Research Bureau op Station IX in The Frythe, een voormalig hotel buiten Welwyn Garden City, zocht begin 1942 een wapen dat beter geschikt was voor de behoeften van de organisatie. Ze hadden al het prototype Norm Gun geproduceerd (vernoemd naar de uitvinder, Eric Norman) maar dit was te duur voor grootschalige productie.
Een goedkoper alternatief werd geproduceerd door FT Bridgman. Verschillende andere officiële instanties en de Birmingham Small Arms- fabriek hadden ook invoer. Begin 1943 vroeg Sir Charles Hambro, de directeur van de SOE, toestemming om het wapen op grote schaal te laten produceren. Zes pre-productie modellen werden getest tegen vergelijkende wapens, zoals de Sten Mk. IV. De Welgun was minder betrouwbaar in slechte bedrijfsomstandigheden zoals modder of stof, omdat de eerste modellen met te nauwe toleranties waren gemaakt. Het was echter nauwkeuriger en gemakkelijker te gebruiken. Latere pre-productiemodellen hadden ruimere toleranties en waren net zo betrouwbaar als de Sten onder omstandigheden van opzettelijk misbruik. Verschillende geallieerde commando- en legerorganisaties waren enthousiast over het wapen.
In het geval, de Sten Mk. IV werd gekozen voor massaproductie boven de Welgun, hoewel het ook niet wijdverbreid in dienst kwam. Er is geen officiële reden voor de afwijzing van de Welgun meer .
Peter Kemp van de SOE werd met een Welgun in Albanië geparachuteerd, maar het eerste gebruik in de strijd (het in een hinderlaag lokken van een Duitse stafauto) resulteerde in blokkeren, wat Kemp schreef aan aanpassingen die eerder waren gedaan door een pantser die onbedoeld het mechanisme beschadigde.

## Ontwerp en kenmerken
Het wapen was een redelijk conventioneel terugslagontwerp . Het gebruikte dezelfde 9 mm Parabellum-kogel als de Sten. Omdat deze kogel ook door de As werd gebruikt, konden verzetsstrijders munitie verkrijgen van vijandelijke bronnen. De Welgun gebruikte hetzelfde 32-kogel magazijn met één invoer als de Sten, een potentiële bron van problemen omdat dit ontwerp onbetrouwbaar was in gebruik. Het magazijn voedde verticaal, in plaats van zijwaarts zoals in de Sten.
De Welgun had een opvouwbare kolf. Toen dit werd gevouwen om over de loop en de behuizing van het geweer te liggen, was de totale lengte van het wapen iets meer dan 40 cm, waardoor het gemakkelijk te vervoeren en te verbergen was. De Welgun had ook een houten pistoolgreep en overblijfselen van hout voor een voorhandgreep, wat bijdroeg aan de nauwkeurigheid en balans.

## Naam
Het "Wel-" voorvoegsel van de naam van het wapen is afgeleid van Welwyn Garden City, in de buurt van station IX. Het voorvoegsel identificeerde verschillende wapens en andere uitrustingsstukken die door dit etablissement zijn ontworpen of geproduceerd, zoals het Welrod moordwapen.